# Чернопеев (връх)
Чернопеев (на английски: Chernopeev Peak) е скалист връх, разположен на 543 m н.в. в полуостров Тринити, Антарктика. Получава това име в чест на Христо Чернопеев, водач в българското освободително движение в Македония, през 2010 г.

## Описание
Върхът се намира от югоизточната страна на ледника Кюньо, 2,5 km северно от нос Чърч, 10,02 km на изток-североизток от нунатак Левасор, 2,89 km на юг-югозапад от Крибулски хълм и 8,5 km югозападно от връх Макалман.

## Картографиране
Британско – немско картографиране на върха от 1996 г.

## Карти
- Trinity Peninsula Архив на оригинала от 2015-09-23 в Wayback Machine.. Scale 1:250000 topographic map No. 5697. Institut für Angewandte Geodäsie and British Antarctic Survey, 1996.